# 少林寺 (映画)
『少林寺』（しょうりんじ 中国語: 少林寺; 拼音: Shàolínsì）は、1982年公開の中国・香港映画。中国武術の代表格として名高い少林寺を舞台にした作品で、中国本土と当時はイギリスの植民地だった香港が初めて共同制作した映画の1つとされる。
監督は張鑫炎（チャン・シン・イエン）、主演はリー・リンチェイ（現：ジェット・リー）。5年連続中国武術大会で総合チャンピオンに輝いた経歴を持つリー・リンチェイ（現：ジェット・リー）の映画デビュー作である。リンチェイの他にも、ユエ・ハイ（于海）やフー・チェン・チャン（胡堅強）などの本物の武術家を使い、すべてスタント無しで撮影された。
日本やシンガポールなどでも同年に公開され、中国や香港はもとより、日本などでも少林寺・少林拳ブームを巻き起こした。香港では、ジャッキー・チェン主演の『ヤングマスター 師弟出馬』の興行収入を抜いて、16,000,000香港ドルの大ヒットとなった。

## ストーリー
中国・隋朝の末期、東都（現：河南省洛陽市）。この地では、王仁則将軍が暴政の限りを尽くしていた。武術家として名高い「神腿張」は捕らわれながらも、同じく捕らわれている仲間たちを助けようとするが、逆に王将軍の返り討ちにあう。
神腿張の息子である「小虎」も父を助けようとして重傷を負い、命からがら少林寺まで逃げのびる。少林寺の門前で力尽きた小虎はタン師匠をはじめとする少林武僧らに介抱される。徐々に体力を取り戻した小虎は、水汲みを手伝っている最中に、お転婆な一人の少女と出会う。その少女は、タン師匠の娘・白無瑕だった。
少林寺では武僧らが毎日武術の稽古に励んでいた。その様子を塀の上から覗き見していた小虎は自分もそれらの技を会得したいと考える。父親の敵を討つため、小虎も少林拳門下の弟子入りをして名を「覚遠」に変え、タン師匠（師父）の元で少林拳の修行を積んでいく。だが王将軍への復讐心が強いことから、つい力が入りすぎて殺気を出し、練習相手を怪我させる寸前までいく。和尚に注意されて謹慎を受け、厳しい戒律にも不満が募り、ふてくされた覚遠は寺を飛び出して山の方に歩いていく。
そんな覚遠を心配そうに見上げる白無瑕の近くに乱暴な王将軍の配下たちがやってきて、彼女が世話をしている羊たちを殺し、怒って戦いを挑んだ白無瑕をさらっていく。城で王将軍に手ごめにされそうになっている白無瑕は危ういところを覚遠に助けられた。最初の頃は、自分の飼い犬を覚遠が間違って死なせてその犬を丸焼きにして食べたことに怒って反発していた白無瑕だったが、助けられたこともあって覚遠に恋心を抱くようになる。
再び寺に戻って山で鍛練をしていた覚遠は、王将軍の配下に追われて逃げている一人の男を救った。前にもこの男を見かけ手助けしたことがあったが、この男こそ、のちに唐の太宗となる李世民将軍だった。王将軍と配下たちは李将軍と覚遠をしつこく追うが見失う。覚遠と白無瑕は李将軍を逃がすために新婚の夫婦に変装し、李将軍はお付きの女官に女装して関門を通り過ぎるが、結局気づかれてしまい、川を渡ろうとしているところで攻撃に遭う。
白無瑕と李将軍を小舟で逃がした覚遠が一人で戦っていると、少林寺の他の仲間と師父が加勢にやってくる。少林拳で敵を次々と撃退させるが、王将軍に知らせようと馬に乗って去ろうとする者を覚遠は投げ槍で殺してしまう。禁止されている殺生を行なったという名目で、師父はあえて覚遠に破門を言い渡して寺に戻ることを許さず、他の僧とともに寺に帰っていった。それは、少林寺に覚遠を戻せば、彼は王将軍に捉えられ殺されてしまうと考えた師父の慈悲であった。
自分が寺にいなければ、師父たちが責められてしまうことを容易に予想がついた覚遠は責任を取ろうと、彼らのすぐ後を追って少林寺に強引に戻る。しかし、寺はやがて危うくなるため、ゆくゆくは自分の娘と覚遠を一緒にさせようと思っていた師父は、覚遠にそのことを告げて白無瑕を連れて寺からすぐに逃げるように命ずる。
覚遠と白無瑕が寺から去った後、王将軍一行らが少林寺内に強引に侵入し、李将軍をかくまって逃がした罪状で攻め寄せる。管長は寺を守るために自身一人を犠牲に火あぶりの刑に処せられるが、卑劣な王将軍はそれだけでは許さずに寺の者すべてを攻撃し始めた。憤った武僧や師父や和尚たちは、悪辣な王将軍らの殺生やむなく猛反撃を展開する。しかし何人もの僧が命を落とし、師父も何本もの弓矢に貫かれた。駆け戻った覚遠と白無瑕に対して、師父は正義と少林寺を守ることを託して息を引き取る。
少林寺をさらに攻めようとする王将軍の耳に李将軍の軍勢が王の城に攻め入ったという一報が入り、あわてて引返していった。師父の敵を討つため覚遠は、少林寺の仲間らと立ち上がり、城に向う王将軍を追っていく。覚遠らは李将軍の援軍も得て、死闘の末に王将軍を倒す。その後、唐が国を統一して東都に平和が戻った。
覚遠は本格的に仏門に入ることを決意し、女と交わること（白無瑕と夫婦になること）を諦める。最後に白無瑕からもらった翡翠のペンダントヘッドを大切にしながら覚遠はこれからも少林寺を守り続けることを心に誓い、頭部に6つの焼印を受ける。李将軍は13人の少年僧たちに紫の袈裟と茶器一式と領地をそれぞれ与え、僧兵を組むことも許可した。彼らは少林拳の修行を続けてその武術は広まり、後世には日本に少林寺拳法として引き継がれるなど世界に広まっていく。

## キャスト
| 役名                                | 俳優                             | 日本語吹替   | 日本語吹替   |
| 役名                                | 俳優                             | 日本テレビ版 | DVD版        |
| ----------------------------------- | -------------------------------- | ------------ | ------------ |
| チュエン（覚遠） / ショーホ（小虎） | リー・リンチェイ （李連杰）      | 水島裕       | 森久保祥太郎 |
| タン師匠（曇宗師父）                | ユエ・ハイ（于海)                | 小林勝彦     | 佐々木勝彦   |
| ワン将軍（王仁則）                  | ユュー・チェンフィ （于承恵）    | 坂口芳貞     | 大塚芳忠     |
| パイ（白無瑕）                      | ティン・ナン（丁嵐）             | 勝生真沙子   | 村井かずさ   |
| リ・シーミン将軍（李世民）          | ワン・クァン・チュアン（王光權） | 佐々木功     | 堀内賢雄     |
| ジェン和尚（僧值）                  | イェン・ディ・ホア（閻滌華）     | 小松方正     | 池田勝       |
| 管長（方丈）                        | ジャン・ジェン・ウェン（張建文） | 松村彦次郎   | 大塚周夫     |
| フサン（悟空）                      | フー・チェン・チャン（胡堅強）   | 池田秀一     | 宮本充       |
| スーコン（色空）                    | スン・ジェン・クイ（孫建魁）     | 石丸博也     | 松本保典     |
| バンコン（半空）                    | ワン・ジュ（王珏）               | 喜多川拓郎   | 置鮎龍太郎   |
| 了空                                | リウ・ハイ・リャン（劉懐良）     | 塩屋翼       | 伊藤健太郎   |
| 亀空                                |                                  | 吉村よう     | 咲野俊介     |
| 禿鷹                                | チィ・チュアンホワ（計春華）     | 玄田哲章     | 相沢正輝     |
| ヒゲ（王將）                        | パン・チン・フー（潘清福）       | 蟹江栄司     | 飯島肇       |
| 囚人チェン（神腿張）                | リウ・ハイ・リャン（劉懐良）     | 寺田誠       | 山野井仁     |
| 志操                                | 潘漢光                           |              |              |
| 慧能                                | ヘンリー・フォン（方平）         |              |              |
| 慧因                                | 蔣洪波                           |              |              |
| 惠瑒                                | 山崎博通                         |              |              |
| ナレーション                        | 小林清志（劇場公開版）           | 納谷悟朗     | 千葉真一     |

- 日本テレビ版：初回放送1984年10月3日「水曜ロードショー／秋の超大作 少林寺 爆発する神秘の中国武術！すべてが本物の迫力アクション巨編!!」（アルティメット・エディションDVD収録）
- DVD版吹き替え：2005年8月3日発売のアルティメット・エディションDVD収録

## エピソード・その他
- 「小虎」役のリー・リンチェイを始め、ほとんどの出演者が本物の武術家でスタント無しで全篇撮影した。
- 当時18歳のリー・リンチェイは、4年後の3作目の『阿羅漢』（1986年）の頃からフィリピンなど中国国外で上映される際、フィリピンの観客からジェット・リーという英語名をつけられ、ハリウッド映画進出以降にその英語名がグローバル・ネームとなった[5][4]。
- 少林僧が額につけている6つの円（戒疤）は、元の時代から中国仏教に出家した者の額に焼印を施すもので、隋の時代には存在しない習慣である。
- 少林拳とは違う、日本の少林寺拳法からも現・専門学校禅林学園校長の山崎博通が「恵瑒」役として出演しており、オープニングのクレジットタイトルでその名が表示されているほか、高段者がエキストラとして派遣され参加している。
- 日本公開ではイメージソング「少林拳」が作られた（作曲：キース・モリソン）。当時の日本のテレビスポットでは、「天に竹林寺! 地に少林寺!」というキャッチコピーが流れ、公開前のプロモーションで初来日したリー・リンチェイら出演者らが、テレビ番組『11PM』などで演武を披露した[5]。
- 『少林寺』のヒットにより日本で少林寺ブームが起っていた頃、テレビの特番『水曜スペシャル 死闘! 中国少林寺』が放送され、主演のリーをはじめとした出演者の面々が一堂に会し、勝ち抜きトーナメントを開催するという豪華面白企画が行なわれた[6]。試合の様子は、当時プロレス実況で人気を博していた古舘伊知郎アナウンサーの臨場感あふれる実況で中継され、シードされていたリーとフー・チェン・チャンが決勝に勝ち残り、当初はお互い武器を使っていたが、フー・チェン・チャンの武器が弾き飛ばされると、それを見たリーも自分の三節棍を投げ捨て素手で勝負するという盛り上がりを見せた[6]。
- 1999年に張鑫炎監督自身の手により『新・少林寺』としてテレビドラマ化されている（ユエン・ウーピン、張之亮、鞠覚亮との共同監督）。
- 2011年に時代を変えての新解釈でアンディ・ラウ主演、ジャッキー・チェン特別出演の映画『新少林寺/SHAOLIN』も作られた。
- 2014年には、ジャスティン・リン監督によるリメイク映画『3D少林寺』の製作が企画され、ジェット・リーの出演が熱望されていた[7]。
- 2021年に開催された「第6回ジャッキー・チェン国際アクション映画ウィーク」（成龍国際動作電影周）で発表された「映画史に残る10大アクション映画」の中の一つに選出された[8]。
- 2022年には製作40周年記念として4Kリマスター版で劇場上演された。